# Esporão-do-centeio
O Claviceps purpurea, comummente conhecido como esporão-do-centeio, é um fungo parasita que ataca mormente o centeio, e do qual se extraem vários alcaloides e substâncias de uso medicinal. É um fungo conhecido por ser alucinógeno, e usado para fabricar LSD. Quem ingerir o fungo pode desenvolver uma doença atualmente denominada de ergotismo.

## Nomes comuns
Dá ainda pelos seguintes nomes comuns: cravagem ou cravagem-do-centeio, grão-de-corvo, dente-de-cão e cornecha (também grafada cornecho e cornicão).

## História
Devido aos numerosos e tóxicos alcaloides encontrados nesta cravagem, durante a antiguidade e na Idade Média, os alcaloides produzidos por este fungo causaram uma doença denominada "ergotismo". Na época conhecida como Fogo de Santo António (não confundir com a erisipela, que dava pelo mesmo nome popular), esta doença surgiu por volta do ano de 1095, por consequência da ingestão de alimentos derivados de farinha misturada com o fungo, tais como pães, cervejas, vinhos e queijos. No século XVII, este fungo foi utilizado através do seu extrato juntamente com ergotamina para o tratamento de dores de cabeça fortes ou enxaquecas, e até hoje é utilizado através da extração de alcaloides e preparos utilizados na medicina, sob diversos usos.
Também a partir do estudo do esporão do centeio, em 1943, foi descoberta a substância dietilamida do ácido lisérgico, popularmente conhecido como LSD que é um poderoso alucinógeno.